# Brigada (grado)
El término brigada se refiere a un rango militar.
En el ámbito de los países que forman parte de la OTAN, al grado de brigada le corresponde el código OR-8 según la norma STANAG 2116 que estandariza los grados del personal militar.

## En España
En las Fuerzas Armadas de España, es un suboficial cuyo empleo es inmediatamente superior a sargento primero e inferior a subteniente en el escalafón militar, ascendiéndose por el sistema de clasificación. Su equivalente en código OTAN es OR-8. Tradicionalmente, el brigada tiene la función de auxiliar al capitán en la labores administrativas en unidades de tipo compañía, o desempeña una función similar en las planas mayores de unidades superiores. Además de las funciones usuales de su puesto, y a partir del empleo de brigada, los suboficiales deben estar preparados para realizar funciones logísticas y administrativas.
El empleo se crea junto con el de suboficial, su inmediato superior, en 1912. Desaparece en 1918 y se vuelve a incorporar en 1931 en la recién creada escala de suboficiales, permaneciendo hasta nuestros días. Su divisa consta de un galón colocado siempre de manera vertical, llamado "sardineta", en un principio simple, después acabada en pico en su extremo superior; más adelante hereda la que usaba el suboficial la sardineta doble o partida, que se convierte en tradicional y se asocia inmediatamente al grado; también se usan tres como uno de los distintivos de la Infantería de Marina de España.
La orden ministerial DEF/1756/2016, de 28 de octubre, regula las normas de uniformidad de las Fuerzas Armadas y la forma de utilizar las divisas en las distintas prendas de uniforme.

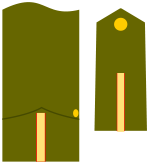
Divisa de brigada del Ejército de Tierra en 1912.
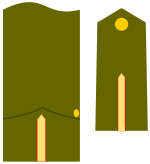
Divisa de brigada del Ejército de Tierra 1912-1918.
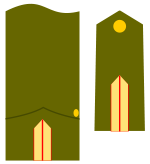
Divisa de brigada del Ejército de Tierra 1931-1986.
Divisa de brigada del Ejército de Tierra 1986-
Divisa de brigada de la Armada.
Divisa de brigada de la Infantería de Marina.
Divisa de brigada del Ejército del Aire.
Divisa de brigada de la Guardia Civil.